# إيلا المسحورة
إيلّا المسحورة (بالإنجليزية: Ella Enchanted )‏ هو فيلم فنتازيا كوميدي من إخراج تومي أوهايفر وبطولة آن هاثاواي، هيو دانسي، كاري إلويس، فيفيكا ا. فوكس وجوانا لوملي، صدر الفيلم في 9 أبريل 2004. حقق الفيلم إيرادات بلغت 27.4 مليون دولار مقابل ميزانية بلغت 31 مليون دولار.

## روابط خارجية
إيلا المسحورة على موقع IMDb (الإنجليزية)
- إيلا المسحورة على موقع ميتاكريتيك (الإنجليزية)
- إيلا المسحورة على موقع الموسوعة البريطانية (الإنجليزية)
- إيلا المسحورة على موقع روتن توميتوز (الإنجليزية)
- إيلا المسحورة على موقع نتفليكس (الإنجليزية)
- إيلا المسحورة على موقع قاعدة بيانات الأفلام العربية
- إيلا المسحورة على موقع ألو سيني (الفرنسية)
- إيلا المسحورة على موقع Turner Classic Movies (الإنجليزية)
- إيلا المسحورة على موقع أول موفي (الإنجليزية)
- إيلا المسحورة على موقع بوكس أوفيس موجو (الإنجليزية)